# Olof Kjellström
Sten Olof Kjellström, född 30 augusti 1863 i Örebro, död 25 juni 1953, var en svensk ingenjör. Han var son till Adolf Kjellström och far till Wilhelm, Nils och Carl Kjellström (1895–1974) samt Karin Kjellström (1901–67).
Han var gift med Vilhelmina Helma Katarina Sofia Kjellström (född Waldenström den 15 augusti 1866 i Hudiksvall) från den 20 juni 1889 fram tills hennes död den 27 april 1950.
Efter avgångsexamen från tekniska elementarskolan i Örebro 1881 var Kjellström anställd vid Skånska Cement AB:s tegelbruk vid Lomma 1881–83 och vid cementgjuteriet i Malmö 1883–85. Han var föreståndare för bolagets filial i Stockholm 1885–86, för AB Skånska Cementgjuteriets stockholmsfilial 1887–1902 och verkställande direktör för samma bolag 1902–14.
Kjellström var styrelseledamot i AB Skånska Cementgjuteriet, Skånska Cement AB, Nya Asfalt AB samt styrelseledamot och verkställande direktör i Betongbyggnads AB Tre kronor och styrelseledamot i Skandinaviska Skorstensbyggnads AB. Han ledde entreprenadarbeten i Sverige, Norge, Finland och Ryssland, bland annat till operahuset i Stockholm, statsbanan Järna–Enstaberga, Trollhätte kanal, kraftanläggningar i bland annat Dalälven, Lagan, Ljungan och Glomma.